# Zamek w Potoku Złotym

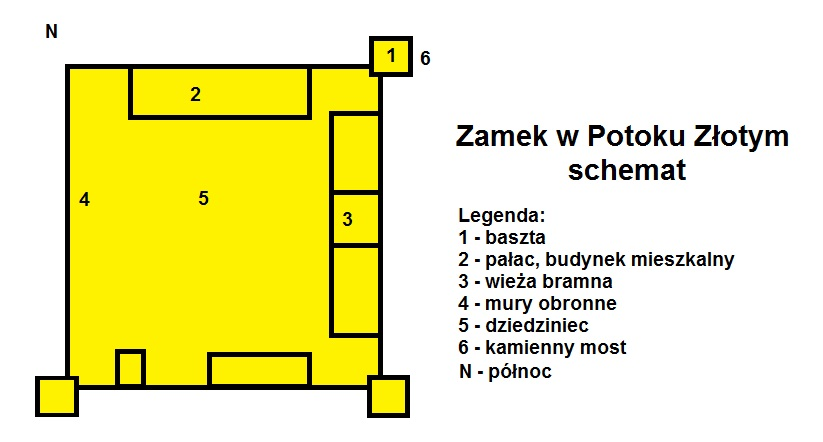
Zamek w Potoku Złotym. Schemat

Zamek w Potoku Złotym – zamek wybudowany w pierwszej połowie XVII w. przez Stefana Potockiego (1568-1631), wojewodę bracławskiego w Potoku Złotym (obecnie osiedle typu miejskiego w rejonie buczackim). Zamek jest częścią rezerwatu Zamki Tarnopolszczyzny.

## Historia
Po wybudowaniu w początkach XVII wieku zamek był ulubioną siedzibą Stefana Potockiego. Warownię w 1672 r. bez dużych zniszczeń opanowali Turcy. W 1676 roku w trakcie kolejnego najazdu wojsk tureckich zamek również uległ Turkom. Wówczas Ibrahim Szejtan, bejlerbej Damaszku, turecki dowódca poważanie go zniszczył. W rękach tureckich zamek pozostał do 1683 roku. Odbudowana warownia przetrwała do początku XIX w., jednak w połowie XVIII wieku Mikołaj Bazyli Potocki przeniósł swoją siedzibę do Buczacza co spowodowało coraz większe zaniedbanie warowni.
W rękach Potockich zamek pozostał do 1838 roku, gdy Alfred Potocki sprzedał go Olszewskim (według innych danych, jednym z właścicieli zamku był Ignacy Skwarczyński, który w 1786 został prezesem sądu szlacheckiego z siedzibą w Stanisławowie).

## Pałac w Potoku Złotym
W trakcie budowy pałacu przez Olszewskiego w 1840 r., który znajduje się na zachód od zamku, z warowni powyrywane zostały kamienne detale: obramowania okien i drzwi, ciosowe balustrady oraz kominki, których użyto przy wznoszeniu pałacu. Obiekt zbudowany na rzucie dłuższego prostokąta był zwieńczony dachem czterospadowym. Budowa ta doprowadziła Olszewskich do ruiny w związku z czym pałac kupił Jan Stojowski, a następnie przeszedł w ręce rodziny chasydzkich cadyków Friedmanów z Sadogóry. W 1875 r. pałac kupił od nich Włodzimierz Hipolit Gniewosz, a po nim odziedziczył jego syn Aleksander, a potem jego dwóch małoletnich synów.

## Architektura
Zamek zlokalizowany na południowym krańcu Potoku Złotego, został zbudowany na planie kwadratu. Do jego budowy wykorzystano łamany kamień. Na narożnikach murów obronnych wzniesiono sześcioboczne trzypiętrowe baszty. Od północy znajdowała się brama z wieżą. Również od tej strony wznosił się też pałac Potockich - budynek mieszkalny, który stał przy murach obronnych. Na basztach i murach znajdowało się wiele strzelnic i drewnianych ganków dla żołnierzy. Zamek obwiedziony był wałami i nawodnioną fosą. Pod warownią znajdowały się lochy. Od czasów rozbiorów Polski warownia była w ruinie.
Do czasów współczesnych ocalały wieża bramna i baszty.
Po przeciwnej stronie ulicy zachował się pałac Olszewskich, który po pożarze w 1935 roku został odbudowany w uproszczonej formie bez portyków kolumnowych.